# Carlos Suárez (cineasta)
Carlos Suárez Morilla (Oviedo, Asturias; 1946-Gijón, Asturias; 19 de octubre de 2019) fue un director de fotografía y director de cine español.
Fue hermano menor del también director de cine Gonzalo Suárez (1934), con el que colaboró en varias de sus películas.

## Biografía
Estudió en el Liceo Francés de Madrid y se licenció en Filosofía y Letras y en la Escuela Oficial de Cinematografía (la antigua Escuela Oficial de Cine). Traductor del francés de numerosas novelas de Georges Simenon, fue promotor de boxeo en Asturias. También trabajó como cronista deportivo y fotógrafo de prensa de un diario de Barcelona.
Ha trabajado como director de fotografía en numerosas películas, entre las que destacan La escopeta nacional, Remando al viento y La vaquilla, y para otros directores además de Gonzalo Suárez, con Pilar Miro, Luis García Berlanga o Jaime Chávarri. Creó la productora Dos Ocho Cine, responsable de películas como Makinavaja, el último choriso, Los porretas (basada en la serie radiofónica La saga de los Porretas) y Manolito Gafotas, entre otras. Director de fotografía también en numerosas series de televisión como Los pazos de Ulloa y La huella del crimen, es autor de diversos spots de publicidad y tenía proyectado establecer en Llanes una escuela de cine.
Debutó como director de cine con el largometraje El jardín secreto en 1984.
Ha sido nominado en cuatro ocasiones a los Premios Goya, alzándose con el galardón a la mejor dirección en 1989 con Remando al viento.

## Películas
Fotografía (26 títulos) 
- Maktub   2011
- La conjura de El Escorial  2008
- Oviedo Express  2007
- La torre de Suso  2007
- GAL   2006
- XXL   2004
- Una preciosa puesta de sol   2003
- La luz prodigiosa  2003
- Tuno negro   2001
- Dagon, la secta del mar   2001
- El portero   2000
- Petra Delicado   1999  (Serie de TV)
- Una pareja perfecta  1998
- El detective y la muerte  1994
- La reina anónima   1992
- El juego de los mensajes invisibles   1992
- Don Juan en los infiernos  1991
- Pareja enloquecida busca madre de alquiler  1990
- Remando al viento   1988
- La vaquilla   1985
- La noche más hermosa   1984
- Epílogo   1984
- Nacional III   1982
- Patrimonio nacional   1981
- La escopeta nacional   1978
- Reina Zanahoria   1977
- La otra alcoba   1976

Guionista (2 títulos) 
- Los porretas   1996
- Adiós, tiburón   1996

Director (5 títulos) 
- El jardín secreto 1984
- Makinavaja, el último choriso 1992
- Semos peligrosos (uséase Makinavaja 2) 1993
- Los porretas 1996
- Adiós, tiburón 1996

## Premios y candidaturas
Premios Goya
| Año  | Edición       | Premio           | Película                  | Resultado |
| ---- | ------------- | ---------------- | ------------------------- | --------- |
| 1989 | III edición   | Mejor fotografía | Remando al viento         | Ganador   |
| 1992 | VI edición    | Mejor fotografía | Don Juan en los infiernos | Candidato |
| 2008 | XXII edición  | Mejor fotografía | Oviedo Express            | Candidato |
| 2009 | XXIII edición | Mejor fotografía | La conjura de El Escorial | Candidato |

Medallas del Círculo de Escritores Cinematográficos
| Año  | Premio           | Película                 | Resultado |
| ---- | ---------------- | ------------------------ | --------- |
| 1994 | Mejor fotografía | El detective y la muerte | Ganador   |